# Богучар
Богуча́р — город (с 1779) на юге Воронежской области России. Административный центр Богучарского района. Образует городское поселение город Богучар.
C 2002 года город входит в список исторических городов России. Населённый пункт воинской доблести. Относится к историческому региону Слобожанщина.

## География
Самый южный город области. Расположен на реке Богучарке, в 6 км от её впадения в Дон, в 232 км от Воронежа.
Городское поселение — город Богучар входит в состав Богучарского муниципального района Воронежской области и расположено на юге Воронежской области на расстоянии 230 км от г. Воронежа на границе с Ростовской областью. Административным центром поселения является город Богучар, являющийся также административным центром Богучарского муниципального района.
Город Богучар имеет выгодное экономико-географическое положение, расположен в 700 км к югу от Москвы на федеральной автомагистрали М-4 «Дон» (Москва — Воронеж — Ростов-на-Дону — Краснодар — Новороссийск), в 64 км от железнодорожной станции Кантемировка на линии Лиски — Миллерово, что создаёт возможность межрегионального сотрудничества с Ростовской областью и международного — с Украиной.
Площадь территории городского поселения составляет 1325 га.
Богучар расположен в непосредственной близости от реки Дон. Город пересекает надвое река Богучарка (правый приток р. Дон). Климат Богучара умеренно континентальный, немного засушливый. Зима умеренно-морозная, с частыми оттепелями, начинается в среднем 18 ноября и заканчивается 16 марта. Лето жаркое и продолжительное, длится с 11 мая по 13 сентября. Переходные сезоны достаточно быстрые.
| Показатель                                                                                            | Янв. | Фев. | Март | Апр. | Май  | Июнь | Июль | Авг. | Сен. | Окт. | Нояб. | Дек. | Год   |
| --- | ---- | ---- | ---- | ---- | ---- | ---- | ---- | ---- | ---- | ---- | ----- | ---- | ----- |
| Средняя температура, °C                                                                               | −5,4 | −5,5 | 0,1  | 9,4  | 15,9 | 20,0 | 21,9 | 20,7 | 14,5 | 7,8  | 0,7   | −4,1 | 8,0   |
| Норма осадков, мм                                                                                     | 39,7 | 31,9 | 28,6 | 34,8 | 43,2 | 51,4 | 60,6 | 49,5 | 34,2 | 40   | 41,2  | 44,5 | 499,8 |
| Источник: World Climate Погода и климат — компиляция данных по средней температуре из раздела Саммари |      |      |      |      |      |      |      |      |      |      |       |      |       |

## История
Место, занимаемое городом, со значительной частью земель вдоль по течению реки Богучарки было ранее известно под названием Богучарского юрта, и долина реки оставалась практически ненаселённой вплоть до 1716 года, когда по рекам Толучееве и Богучару были поселены около двухсот черкасов Острогожского полка и год спустя (1717 год) к ним присоединены были ещё несколько сот казаков того же полка, переведённых из Ливен, Землянска, Чернавска, Ендовища и других городов.
В 1765 году, при введении нового гражданского устройства в управлении слободских жителей, слобода Богучарская вошла в состав Острогожской провинции Слободско-Украинской губернии. При учреждении в 1779 году Воронежского наместничества из 16 уездов, в том числе и Богучарского, эта слобода была переименована уездным городом.
В 1797 году Богучар вместе с одноимённым уездом снова отошёл к Слободско-Украинской губернии и только в 1802 году был окончательно причислен к Воронежской губернии Российской империи.
Первый городской глава (с 14 июня 1872 по 17 июля 1875) города Богучар — купец 2-й гильдии Анисимов, Иван Павлович.
С 4 января 1890 года по 17 января 1894 года городским головой по выбору Думы был Соломин Михаил Павлович. С 5 января 1894 года — директор Богучарского городского общественного банка.
В 1897 году в городе жили 6636 человек, в том числе малоросы — 4285, великоросы — 2180, цыгане — 95.
Вплоть до начала XX века одним из основных занятий жителей Богучара являлась закупка рогатого скота в Области Войска Донского и перепродажа его в крупных столичных городах.
В 1920-е годы в городе и его окрестностях вспыхнуло антибольшевистское восстание, описанное в «Большой советской энциклопедии» (3-е издание) как «Богучарский мятеж». Восстание было подавлено частями ЧОН и Красной армии.
Во время Великой Отечественной войны Богучар был оккупирован с 10 июля по 19 декабря 1942 года.
В июне 1963 года указом Президиума Верховного Совета РСФСР город Богучар, ранее находившийся в подчинении Россошанского городского Совета депутатов трудящихся, был передан в состав Богучарского сельского района.
В 2022 году городу присвоено почётное звание Воронежской области «Населённый пункт воинской доблести».

## Население
| 1856    | 1859    | 1897    | 1913    | 1926    | 1931    | 1939    | 1959    | 1970    | 1979    |
| ------- | ------- | ------- | ------- | ------- | ------- | ------- | ------- | ------- | ------- |
| 2400    | ↗3544   | ↗6636   | ↗7500   | ↗7958   | ↗8200   | ↘4300   | ↘3444   | ↗6606   | ↗7277   |
| 1989    | 1992    | 1996    | 1998    | 2000    | 2001    | 2002    | 2003    | 2005    | 2006    |
| ↗8499   | ↗8700   | ↗8900   | ↗13 000 | ↗13 600 | →13 600 | ↗13 756 | ↗13 800 | ↘13 756 | ↘13 500 |
| 2007    | 2008    | 2009    | 2010    | 2011    | 2012    | 2013    | 2014    | 2015    | 2016    |
| ↘13 400 | ↘13 300 | ↘13 188 | ↘11 811 | ↘11 800 | ↘11 496 | ↘11 281 | ↘11 193 | ↘11 162 | ↗11 190 |
| 2017    | 2018    | 2019    | 2020    | 2021    | 2025    |         |         |         |         |
| ↗11 295 | ↘11 270 | ↘11 192 | ↘11 048 | ↗14 370 | ↘14 165 |         |         |         |         |

На 1 января 2025 года по численности населения город находился на 797-м месте из 1124 городов Российской Федерации.
Национальный состав
По данным переписи населения 1939 года: русские — 72 %, или 4274 чел., украинцы — 25,8 %, или 1103 чел.
По итогам переписи населения 2020 года проживали следующие национальности (национальности менее 0,1 % и другое, см. в сноске к строке «Другие»):
| Национальность | Численность, чел. | Доля     |
| -------------- | ----------------- | -------- |
| Русские        | 13 174            | 91,68 %  |
| Армяне         | 155               | 1,08 %   |
| Украинцы       | 106               | 0,74 %   |
| Татары         | 75                | 0,52 %   |
| Азербайджанцы  | 41                | 0,29 %   |
| Даргинцы       | 36                | 0,25 %   |
| Кабардинцы     | 34                | 0,24 %   |
| Башкиры        | 34                | 0,24 %   |
| Чеченцы        | 31                | 0,22 %   |
| Турки          | 27                | 0,19 %   |
| Казахи         | 27                | 0,19 %   |
| Таджики        | 26                | 0,18 %   |
| Лезгины        | 24                | 0,17 %   |
| Осетины        | 22                | 0,15 %   |
| Табасараны     | 20                | 0,14 %   |
| Аварцы         | 17                | 0,12 %   |
| Тувинцы        | 16                | 0,11 %   |
| Ингуши         | 15                | 0,10 %   |
| Другие         | 490               | 3,39 %   |
| Итого          | 14 370            | 100,00 % |

## Экономика
Предприятия пищевой промышленности, производство стройматериалов.
ООО «Богучарский завод растительных масел» — основан в 1999 году. Предприятие занимается переработкой подсолнечника. — На данный момент предприятие находится в стадии банкротства.
ООО «Тихий Дон», гранитный карьер — основан в 2006 году. Производственные мощности гранитного карьера «Тихий Дон» позволяют добывать и перерабатывать более 350 тыс. м³ гранитных пород в год и производить щебень различных фракций.
Во время Великой Отечественной войны было начато строительство железнодорожной линии Калач — Богучар, но в январе 1943 года прекращено.

## Средства массовой информации

### Радиостанции
- 70,04 УКВ — Радио Маяк (Молчит)
- 71,90 УКВ — Радио России / ГТРК Воронеж (Молчит)
- 102,0 МГц — Авторадио
- 105,0 МГц — Радио России / ГТРК Воронеж
- 106,8 МГц — Дорожное радио
- 107,9 МГц — Радио Мелодия

### Телевидение
Жителям Богучара доступны 20 цифровых телевизионных каналов, транслируемых филиалом РТРС «Воронежский ОРТПЦ». Передача осуществляется пакетами (мультиплексами) по 10 каналов в каждом.
- 26 ТВК — 1-й мультиплекс
- 39 ТВК — 2-й мультиплекс

## Иллюстрации

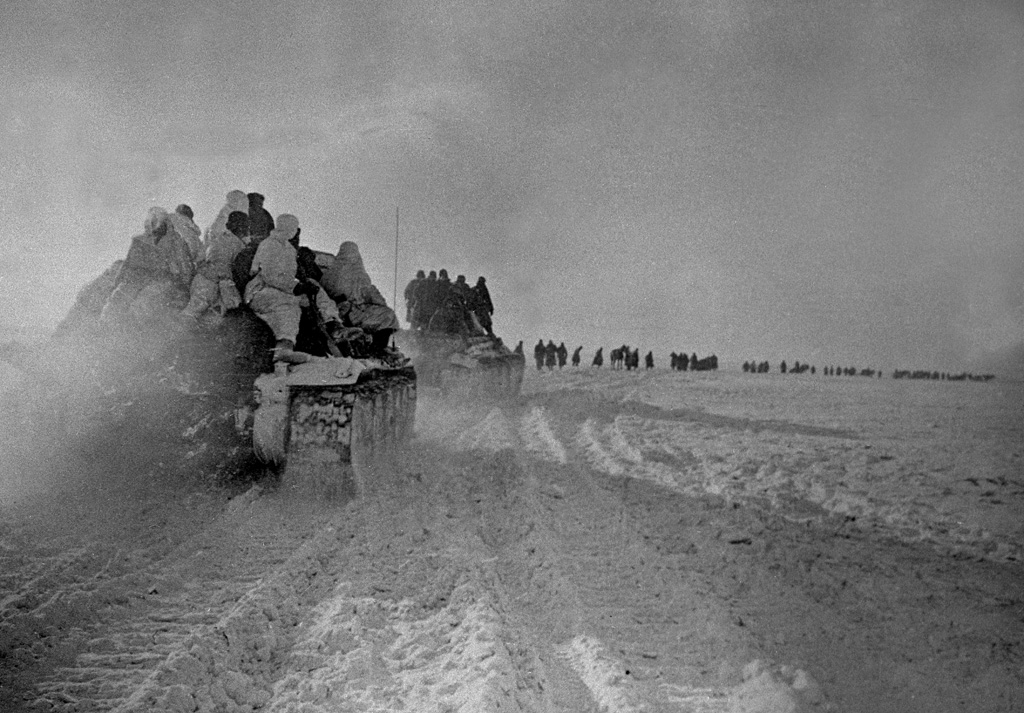
Наступление частей ЮЗФ в районе Богучара, зима 1942
Богучар, площадь Ленина
Богучар, площадь Малаховского
Уездная Земская управа. Здание построено в 1882 году. Архитектор В. Е. Переверзев
Церковь Рождества Пресвятой Богородицы